# 에스테르하저

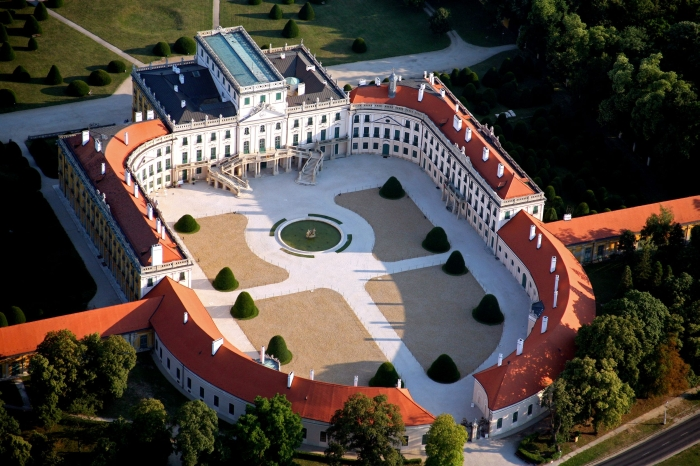
에스테르하저

에스테르하지궁(헝가리어: Esterházy-kastély) 또는 에스테르하저(헝가리어: Eszterháza)는 헝가리 죄르모숀쇼프론주 페르퇴드에 있는 궁전이다. 에스테르하저라는 단어는 본래 이 근방에 있던 마을로 쉬퇴르라는 마을이 합쳐져 페르퇴드가 되었다. 이 궁전은 니콜라우스 에스테르하지 왕자가 지었다. 1766년부터 1790년까지 요제프 하이든과 그의 오케스트라가 살았다.